# Ciclododecano
Il ciclododecano è un cicloalcano con formula bruta (CH2)12. A temperatura ambiente è un solido bianco di consistenza cerosa e dal lieve odore di muffa. Il composto è poco biodegradabile, leggermente irritante per la pelle ed occhi ed è solubile in benzene, toluene e in generale in solventi organici apolari. In concentrazioni maggiori di 1 mg/L è leggermente dannoso per l'ambiente acquatico.

## Utilizzi
Nell'industria chimica il ciclododecano è principalmente impiegato nella produzione di detergenti e come intermedio di reazione dal ciclododecatriene per la produzione di altri composti come il ciclododecanolo, ciclododecanone, laurolactam e nylon-12.
Può essere utilizzato come distaccante per gomme siliconiche, legante per la conservazione di materiali fragili e friabili come affreschi, pitture murali, reperti archeologici e per trattamenti temporanei adesivi, idrorepellenti, consolidanti.